# 鎖胸筋膜
鎖胸筋膜（clavipectoral fascia）為胸大肌下方一個強而有力的筋膜，被覆於胸小肌的淺層。
鎖胸筋膜包裹了包含胸小肌及鎖骨下肌之間的空間，並為腋靜脈、腋動脈，及腋神經提供機械性防護。
胸鎖筋膜會在鎖骨下肌的下方分為兩層，將該肌肉包裹起來，並覆著於鎖骨。位於肌肉後方的筋膜會與深頸筋膜及腋動脈鞘融合。

## 外部連結
- 人体解剖学在线（Human Anatomy Online）网站上的相关图片：04:05-0100 - "Pectoral Region: Reflect Pectoralis Major Muscle"
- 人体解剖学在线（Human Anatomy Online）网站上的相关图片：05:ov-0200 - "Axillary Region"